# Rombiolo
Rombiolo – miejscowość i gmina we Włoszech, w regionie Kalabria, w prowincji Vibo Valentia.
Według danych na rok 2004 gminę zamieszkiwało 4730 osób, 215 os./km².